# 섀도우 헌터스: 뼈의 도시 (영화)
섀도우 헌터스: 뼈의 도시(The Mortal Instruments: City of Bones)는 2013년 개봉한 모험 영화이다. 카산드라 클레어가 지은 《섀도우 헌터스 시리즈》의 첫 번째권인 동명의 책을 원작으로 한다. 이 이야기는 현대 뉴욕 시의 도심에서 발생한다. 해럴드 저워트가 감독을 했고, 국제적인 캐스팅으로 릴리 콜린스, 제이미 캠벨 바워, 케빈 지거스, 지미나 웨스트, 갓프리 가오, 레나 헤디, 조너선 리스 마이어스, 에이단 터너, 로버트 시핸, 재러드 해리스 등이 출연했다. 2013년 8월 21일 개봉하였다.

## 줄거리
뉴욕 시에서, 10대에 접어든 클래리 프레이(릴리 콜린스)는 엄마인 조셀린 프레이(레나 헤디)와 그녀의 친구인 루크 개로웨이 (에이단 터너)와 관련된 이상한 상징들을 보기 시작한다. 이후, 그녀의 유일한 절친인 사이먼 루이스(로버트 시핸)와 나이트클럽에 가서 노는 동안, 클래리는 제이스 웨이랜드(제이미 캠벨 바워)의 손에 의한 한 살인자를 목격하게 된다. 그러나 그것은 오직 그녀의 눈에만 보이는 현상이었다. 그러는 동안, 엄마 조셀린이 에밀 팡폰과 사무엘 블랙웰이라는 두 남자에 의해 납치되게 된다. 그들은 클래리에게 메시지를 남겨서 발렌틴이라는 이름의 누군가가 그녀를 쫓아오면 물약을 마셔서 혼수상태에 빠지게 될 것이라고 경고를 해주었다. 집에 돌아온 후 클래리는 악마에 의해 습격을 받지만, 자신을 섀도우 헌터라고 밝힌 제이스에 의해 구원을 받는다. 섀도우 헌터는 지구에 남겨진 악마를 잡기 위해 훈련을 받은 존재였다. 조셀린도 섀도우 헌터였으며, 클래리는 그녀의 힘과 룬을 읽는 능력을 물려받은 것이다.

## 캐스팅
- 레나 헤디 - Jocelyn Fray
- 릴리 콜린스 - Clary Fray
- 조너선 리스 마이어스 - Valentine Morgenstern
- 케빈 듀런드 - Emil Pangborn